# Jost Kalckhoven
Jost (Jodocus) Kalckhoven (auch Kalcoven, lat. Calcovius oder Kalcovius) (* um 1620 in Warstein; † 1669 oder 1670 in Köln) war ein Buchhändler und Verleger vor allem gegenreformatorischer Schriften.
Lange Zeit galt der Name Kalckhoven als ein bloßes Pseudonym eines niederländischen Druckers zum Vertrieb katholischer Artikel in Deutschland. Tatsächlich gibt es Hinweise, dass andere Verleger seinen Namen nutzten. Später stellte sich aber heraus, dass hinter dem Namen eine tatsächliche Person steckte.

## Leben
Jost Kalckhoven übernahm 1641 den Verlag und die Buchhandlung von Bernhard Wolter in Köln. Im Jahr 1647 erwarb er das volle Bürgerrecht und wurde Mitglied der Kaufleutegaffel Schwarzhaus. In dieser wurde er mehrfach in den Ausschuss der „Vierundvierziger“ gewählt, aus dem die Mitglieder des Rates hervorgingen.
Kalckhoven verlegte unter anderem 1645 das grundlegende Werk von Aegidius Gelenius zur Kölner Geschichte. Als Verleger und Buchhändler widmete er sich vor allem der Verbreitung gegenreformatorischer Vorstellungen. Kalckhoven unterhielt enge Beziehungen zur Kölner Niederlassung der Jesuiten.
Von ihm wurden zahlreiche typographisch bescheidene Streitschriften auf den Markt gebracht. Aber er verlegte auch eine Reihe von Werken namhafter Vertreter gegenreformatorischen Gedankengutes, darunter waren: Jakob Balde, Athanasius Kircher oder Leo Allatius. Insgesamt beträgt die Zahl der bekannten von Kalckhoven verlegten Werke 160 Titel. Gedruckt wurden diese teils in Köln und teils in niederländischen Offizinen.
Kalckhoven hatte seit 1646 auch ein erzbischöfliches Privileg für einen Verlag und Buchhandel in Hildesheim.
Das Signet seines Verlages bestand aus einer aus einer Wolke herausragenden Hand, die zwei Weltkugeln auf einer Waage hält.